# Milonice (Vyškovi járás)
Milonice település Csehországban, Vyškovi járásban. Milonice Hvězdlice, Nesovice, Nevojice, Kojátky, Kozlany és Uhřice településekkel határos. Lakosainak száma 356 fő (2024. január 1.).

## Népesség
A település lakosságának változását az alábbi diagram mutatja:
| Lakosok száma | 403  | 423  | 531  | 532  | 394  | 337  | 349  | 360  | 356  | 356  |
|               | 1869 | 1890 | 1921 | 1950 | 1980 | 2001 | 2017 | 2019 | 2022 | 2024 |